# Cámara del Pueblo (Afganistán)
La Cámara del Pueblo (en pastún: ولسي جرګه‎; Wolesi Jirga) era la cámara baja del parlamento de Afganistán, disuelta tras la toma del Talibán de Kabul del 15 de agosto de 2021. Estaba constituida por 249 miembros electos por distritos y por un período de cinco años. La constitución garantizaba 74 escaños para mujeres y 10 para los nómadas kuchi. La Cámara del Pueblo hacia y ratificaba leyes y aprobaba o rechazaba acciones del presidente.

## Historia
Las últimas elecciones a la Cámara del Pueblo tuvieron lugar en 2010 presentándose 2 500 candidatos.
Durante los años '90, bajo los regímenes fundamentalistas de Mojaddedi, Rabbani y Omar, no hubo elecciones. Estas se reanudaron en 2005, bajo supervisión de la ONU y la OTAN (que ocupa Afganistán como ISAF).
Algunos personajes notables que fueron miembros de la Cámara del Pueblo son: Nur Muhammad Taraki (después presidente), Hafizullah Amín (luego primer ministro), Babrak Karmal (también presidente).
Fue disuelta de facto, el 15 de agosto de 2021 tras la toma de Kabul por parte de los talibanes.